# Xylophanes curvata
Xylophanes curvata är en fjärilsart som beskrevs av Butler 1877. Xylophanes curvata ingår i släktet Xylophanes och familjen svärmare. Inga underarter finns listade i Catalogue of Life.